# Cough
Cough è un album studio del gruppo post-hardcore Black Eyes, pubblicato nel 2004.

## Tracce
1. Cough, Cough – 3:29
2. Eternal Life – 4:02
3. False Positive – 2:46
4. Drums – 3:33
5. Scrapes and Scratches – 3:14
6. Fathers of Daughters – 3:21
7. Holy of Holies – 3:06
8. Commencement – 3:05
9. Spring into Winter – 2:02
10. Another Country – 2:09
11. A Meditation – 5:57

## Formazione
- Hugh – voce, basso
- Daniel – voce, chitarra
- Dan – batteria
- Jacob – basso, sax
- Mike – batteria